# رینالدو ایمونوتی
رینالدو ایمونوتی (انگلیسی: Reynaldo Aimonetti؛ زادهٔ ۵ فوریهٔ ۱۹۴۳) بازیکن فوتبال اهل آرژانتین است.
از باشگاه‌هایی که در آن بازی کرده‌است می‌توان به باشگاه فوتبال بوکا جونیورز اشاره کرد.